# Rachab

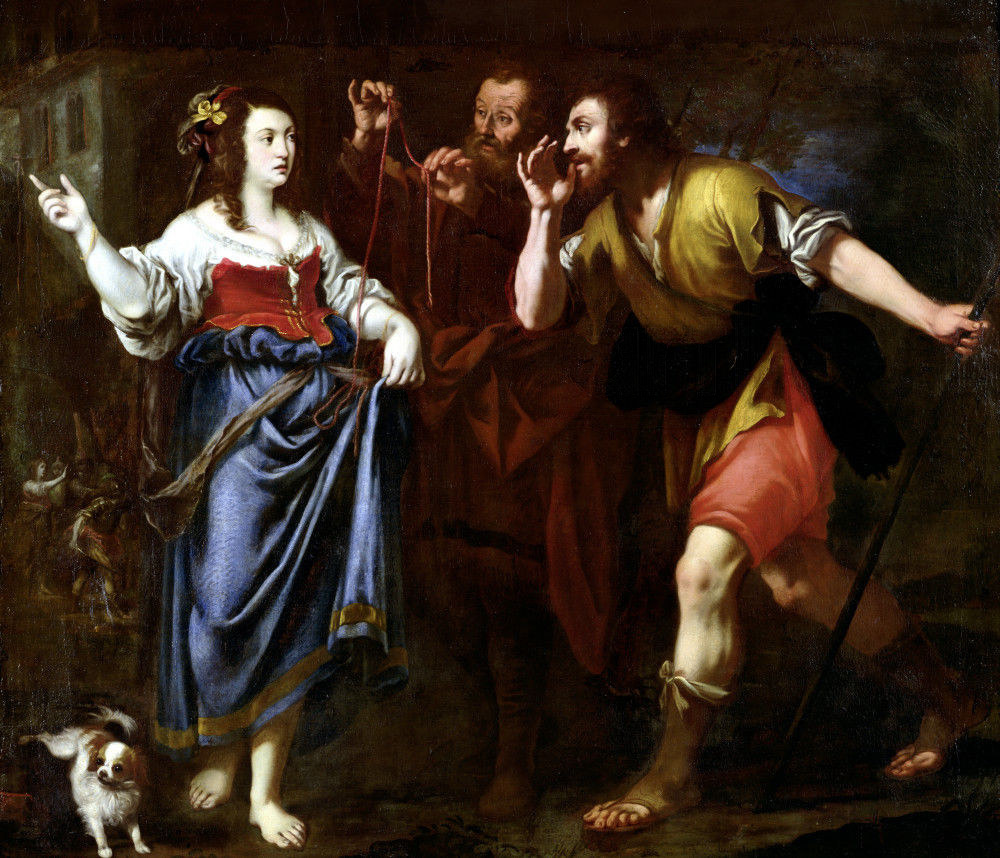
Rachab i wysłannicy Jozuego, obraz nieznanego malarza XVII-wiecznego

Rachab (hebr. רָחָב) – postać biblijna ze Starego Testamentu, żona Szalmona i matka Booza. Według Księgi Jozuego prostytutka z Jerycha, która pomogła Izraelitom w zdobyciu miasta.
Zgodnie z treścią drugiego rozdziału Księgi Jozuego, Jozue wysłał z obozu w Szittim dwóch posłańców, by uczynili rekonesans na zachodnim brzegu Jordanu. Po przybyciu do Jerycha zatrzymali się oni w położonym przy murach miejskich domu miejscowej nierządnicy imieniem Rachab. Gdy król miasta dowiedział się o obecności izraelskich szpiegów, wysłał do Rachab swoich ludzi z poleceniem ich wydania. Ta jednak ukryła Izraelitów pod łodygami lnu na dachu swojego domostwa, oświadczając iż opuścili już Jerycho. Następnie pomogła wysłannikom Jozuego opuścić potajemnie Jerycho, spuszczając powróz z okna i polecając przeczekać dla bezpieczeństwa trzy dni w górach. Zawarła z nimi także układ, iż po zdobyciu miasta ona i jej rodzina zostaną oszczędzeni. Izraelici jako gwarancję bezpieczeństwa polecili jej wywiesić z okna czerwony sznur. Po zdobyciu Jerycha zgodnie z umową Rachab wraz z rodziną została oszczędzona i zamieszkała wśród narodu żydowskiego.
Ewangelia Mateusza wymienia Rachab w rodowodzie Jezusa (Mt 1,5) jako żonę Szalmona i matkę Booza, co czyni z niej praprababkę króla Dawida. Nowy Testament odwołuje się do postaci Rachab jeszcze dwukrotnie: List do Hebrajczyków (Hbr 11,31) wymienia ją wśród wielkich bohaterów przeszłości głęboko wierzących w Boga, natomiast List Jakuba (Jk 2,25) wymienia ją obok Abrahama jako przykład do stwierdzenia że „martwa jest wiara bez uczynków”.
Tradycja żydowska, w tym także Józef Flawiusz, uznając profesję Rachab za niezbyt licującą z powagą natchnionego tekstu, przedstawiała ją często jako właścicielkę gospody.